# Kabinett Jóhann Hafstein
Das Kabinett Jóhann Hafstein war eine Regierung der am 17. Juni 1944 ausgerufenen Demokratischen Republik Island (isländisch Lýðveldið Ísland). Es wurde nach dem Tode des Premierministers Bjarni Benediktsson am 10. Juli 1970 gebildet und löste damit das Kabinett Bjarni Benediktsson (1963) ab. Es blieb bis zum 14. Juli 1971 im Amt, woraufhin es vom Kabinett Ólafur Jóhannesson I abgelöst wurde. 
Dem Kabinett gehörten Mitglieder der Unabhängigkeitspartei (Sjálfstæðisflokkurinn) sowie der Sozialdemokratischen Partei Islands (Alþýðuflokkurinn) an.

## Regierungsmitglieder
| Amt | Amtsinhaber                  | Beginn der Amtszeit            | Ende der Amtszeit              |
| --- | ---------------------------- | ------------------------------ | ------------------------------ |
| Premierminister | Jóhann Hafstein              | 10. Juli 1970                  | 14. Juli 1971                  |
| Industrieminister | Jóhann Hafstein              | 10. Juli 1970                  | 14. Juli 1971                  |
| Justizminister und Minister für kirchliche Angelegenheiten Justizministerin und Ministerin für kirchliche Angelegenheiten | Jóhann Hafstein Auður Auðuns | 10. Juli 1970 10. Oktober 1970 | 10. Oktober 1970 14. Juli 1971 |
| Außenminister | Emil Jónsson                 | 10. Juli 1970                  | 14. Juli 1971                  |
| Sozialminister | Emil Jónsson                 | 10. Juli 1970                  | 14. Juli 1971                  |
| Fischereiminister | Eggert G. Þorsteinsson       | 10. Juli 1970                  | 14. Juli 1971                  |
| Minister für Gesundheit und soziale Sicherheit                                                                            | Eggert G. Þorsteinsson       | 10. Juli 1970                  | 14. Juli 1971                  |
| Bildungsminister | Gylfi Þ. Gíslason            | 10. Juli 1970                  | 14. Juli 1971                  |
| Handelsminister | Gylfi Þ. Gíslason            | 10. Juli 1970                  | 14. Juli 1971                  |
| Landwirtschaftsminister                                                                                                   | Ingólfur Jónsson             | 10. Juli 1970                  | 14. Juli 1971                  |
| Verkehrsminister | Ingólfur Jónsson             | 10. Juli 1970                  | 14. Juli 1971                  |
| Finanzminister | Magnús Jónsson               | 10. Juli 1970                  | 14. Juli 1971                  |